# Brujas de Villanúa
Brujas de Villanúa hace referencia a las mujeres acusadas de brujería (y por tanto de ser brujas) en el pueblo aragonés de Villanúa, España, en el siglo XV.

## Historia
Generalmente, se acusaba de brujería a mujeres que vivían solas y, como reflejan numerosos textos, eran bien conocidas en toda la comarca por las labores con las que sobrevivían: parteras, sanadoras, santiguadoras, concertadoras de junturas de huesos, apañadoras de virgos, abortonas o alcahuetas. Siempre eran portadoras de mala fama y, sin embargo, a ellas recurrían los vecinos cuando las necesitaban. Pese al cambio de siglo, en la actualidad, sigue habiendo mujeres que se dedican a estos menesteres en estas tierras. 
Se hace evidente un foco de brujas en la zona de Villanúa ya que, aparte de Guirandana de Lay, juzgada y ajusticiada en Jaca en 1461 (por ser Villanúa Villa de realengo) y de Narbona Darcal, de Cenarbe, por el Santo Oficio en Zaragoza en 1498, también fueron procesadas por brujería y hechicería Juana Sánchez (1575), Juana La Cura (1590) y Montserrat Mayayo (1590).

## Guirandana de Lay
Cap e bordón de las hechiceras y ponzoñeras de Villanúa, se conoce de ella que vivía en Villanúa pero no su origen si bien por su apellido pudiera ser de origen bearnés, se menciona en el proceso las viñas, comunes entonces en Villanúa, como sitio donde se celebraban los sabbat o aquelarres, ya que al "cabrón" le gustaba roer las vides, el molino de harina y la tradición popular habla también de la Gruta de Las Güixas. Guirandana fue denunciada por siete hombres de Villanúa y diecisiete testificaron en el proceso corroborando sus hechicerías, a consecuencia de los interrogatorios confesó quienes formaban parte de los aquelarres: Sancha Fatás, Bertrán y Andrea (cónyuges), Peregrina (mujer viuda), Graciana de Beneduges y su hija Contessa, María mujer de Pes de La Cura y la propia madre de Guirandana, Vicenta. El 12 de marzo de 1461 comienza en Jaca el procedimiento contra Guirandana acusada de "pessima, homicida, fetillera, ponzoñera" y de horrendos crímenes inspirados por el diablo; acuden como acusadores de Villanúa: Joan Blas de Acín, Sancho Latorre, Sancho d'Acín, Esteban de Osan, Sancho Bescós, Sancho Callizo y Rodrigo Lacambra y el lugarteniente de justicia de Jaca ordena su busca y captura. El 13 de marzo de 1461 trasladado el lugarteniente a Villanúa se hizo prisionera a la mujer en nombre del Rey y ese mismo día se estructura su acusación en diez puntos:
- De que en noviembre de 1460 en el molino de Villanúa había dado "yerbas mortíferas" y causado la muerte de Inés de once años e hija de Blas de Acín.
- También de la muerte de Sancha hija de Sancho Latorre en unas viñas cerca de Villanúa en septiembre de 1460, también por hierbas mortíferas.
- De la muerte en marzo de 1460 de Bertrana mujer de Rodrigo Lacambra y por la que sentía animadversión por no haberle prestado un kafiz de trigo, a la que echó unos polvos mientras estaba tejiendo.
- Muerte en enero de 1461 de Gracica nieta de Sancho Acín, uno de los acusadores y a la que dio veneno cuando pasaba por la puerta de la casa de Guirindana. De María, hija de Esteban d'Osan en enero de 1461, de Sancha Ximénez mujer de Sancho Bescós en mayo de 1458, de Blasquico Callizo hijo de Sancho Callizo en septiembre de 1457.
- Y además acusada por diecisiete vecinos de mala, perversa, ponzoñera y mujer de mala fama en Villanúa y ahí donde había noticia de ella.

El fiscal solicitó la condena, que fuese quemada y que pagara las costas procesales, solicitándose el embargo de sus bienes para ello. El 13 y el 14 de marzo de 1461 Guirandana fue interrogada por el lugarteniente de Jaca, ella negó todas las acusaciones y dijo que prometió por Dios proteger a las enfermas y en especial a tres de las que se la acusaba de matar, denunció en su interrogatorio a aquellas que la acompañaban en sus aquelarres y de que las pociones las hacían en casa de Graciana "La Gaya" y de Pelegrina y que el inductor de todas sus malas acciones era el diablo.
El 24 de marzo se la vuelve a interrogar y ésta encomendó su alma a Dios y a la Virgen María. El fiscal ofreció tasación de cuentas que ascendieron a 83 sueldos, 4 dineros y 15 florines. Guirandana pereció quemada en la ciudad de Jaca.

## Narbona de Cenarbe
Narbona Dacal o D'Arcal, vecina de Cenarbe era una de estas curanderas y conocedora de las hierbas y sus remedios. Casada con Juan de Portañya, fue abandonada por él y por lo tanto vivía sola y debía mantenerse por sus medios. En febrero de 1498 fue acusada por vecinos de Villanúa y Cenarbe, "todos de gran virtud", de causar la muerte de ganado, niños y mujeres y de ponzoñera, fetillera y broxa, de dar polvos a los vecinos a los que volvía medio locos haciéndolos ladrar en la iglesia o no permitiéndoles ver al Santísimo Sacramento cuando era alzado en la misa. El Santo Oficio sito en el Palacio de la Aljafería en Zaragoza intervino y fue junto con otras mujeres de la zona detenida y llevada a Zaragoza. Johan Aznar de Cenarbe la acusó de dar "melezinas" y venenos en ciertos racimos de uva a su mujer Bernarda Ferrer la cual "murió al poco muy doliente y con grandes pasiones en el vientre" y de que junto con la compañía de otras brujas le mataron a una hija suya. Domingo Ferrer vecino de Cenarbe atestiguó la mala fama de la bruja tanto en Cenarbe como en Villanúa. Pedro Ximénez también vecino de Cenarbe atestiguó al igual que Domingo Ferrer de la muerte en Villanúa de la mujer de Domingo Lacambra, María Callizo y que asimismo la había hechizado para no tener hijos. A mediados del año 1498 la Narbona fue quemada en la hoguera en el Palacio de la Aljafería. Los hermanos de Narbona, Juan y María también acusados de brujería consiguieron escapar.